# Hohenlimburger Kleinbahn 3
Die Hohenlimburger Kleinbahn 3 (zweite Besetzung) war eine dreiachsige Diesellokomotive mit Stangenantrieb, die von den  Deutschen Werken (DWK) für den Betrieb auf der Hohenlimburger Kleinbahn entwickelt wurde und dort einige Jahre im Einsatz stand. Die Lokomotive erhielt die Nummer der ausgemusterten Dampflokomotive 3. Der Verbleib der Lokomotive ist nicht bekannt.

## Entwicklung
Auf Grund der Beschwerden der Anwohner an der Hohenlimburger Kleinbahn bezüglich Rauch und Lärm der Dampflokomotiven unternahm die Gesellschaft der Bahn Anfang der 1930er Jahre einen Versuch, hier eine Diesellokomotive einzusetzen.
Da DWK schon 1932 ein Typenprogramm von Diesellokomotiven im Angebot hatte, wurde eine Lokomotive des Typs D 175 aus dem Programm als Schmalspurlok gebaut. Auf Grund der geringeren Achslasten bei der straßenbahnähnlichen Hohenlimburger Kleinbahn wurde die Lokomotive als dreiachsige Lokomotive ausgeführt. Die einzige gebaute Lokomotive wurde im Jahr 1934 geliefert und sogleich in Betrieb genommen. Die Maschine hat bei der Hohenlimburger Kleinbahn die Nummer 3 in zweiter Belegung erhalten.

## Technik
Gegenüber der normalspurigen D 175 hat die Lokomotive, die bei der Hohenlimburger Kleinbahn eingesetzt war, einen Außenrahmen erhalten, auf Grund der geringeren Achslast war die Ausführung mit drei Achsen gewählt worden. Um die auf der Hohenlimburger Kleinbahn vorhandenen kleinen Kurvenradien befahren zu können, war die mittlere Achse der Lokomotive ohne Spurkranz ausgeführt.
Die Maschinenanlage bestand aus einem Sechszylinder-Viertakt-Dieselmotor von DWK und einem mechanischen Getriebe vom selben Hersteller. Es ermöglichte der Lokomotive folgende Geschwindigkeiten: im ersten Gang 4,6 km/h, im zweiten Gang 7 km/h, im dritten Gang 12 km/h und im vierten Gang 18 km/h. Die Kraftübertragung geschah vom Wendegetriebe auf die unter dem Führerstand gelegene Blindwelle, die außerhalb der Achsengruppe gelagert war. Über Treib- und Kuppelstangen wurden die Antriebsräder angetrieben, die auf Grund des Außenrahmens mit Kurbelzapfen angetrieben waren.
Über jedem Antriebsrad war eine Blattfeder. Die Lokomotive besaß insgesamt sechs Sandstreuer, und zwar je zwei vor den vorderen Rädern und zwei vor den hinteren Rädern für die Vorwärtsfahrt sowie zwei hinter den hinteren Rädern für die Rückwärtsfahrt. Die Lokomotive war mit einer Druckluftbremse und einer Wurfhebelhandbremse ausgestattet, die Beleuchtung erfolgte elektrisch über eine Lichtmaschine und eine Batterie.

## Einsatz
Zwischen August 1934 und Juli 1936 stand die Lokomotive im Betriebseinsatz bei der Nahmertalbahn, konnte allerdings die an sie gestellten Anforderungen nicht erfüllen. Deshalb wurde sie im Februar 1937 wieder an den Hersteller DWK zurückgegeben. Noch in den 1930er Jahren soll sie dann zum Verschub auf der Werkbahn der I.G. Farben gelangt sein. Der weitere Weg der Lokomotive ist nicht bekannt, ebenso wenig deren Verbleib.